# Чумной доктор
Чумно́й до́ктор, или врачева́тель чумы́ (англ. plague doctor, нем. Pestarzt, итал. physici epidemeie) — устоявшееся в средневековой и ренессансной Европе определение врача, основной обязанностью которого являлось лечение больных бубонной чумой, или «чёрной смертью», в особенности во время эпидемий. Начиная с XVII века отличительной особенностью чумных докторов стал особый защитный костюм с оригинальной «носатой» маской, напоминающей клюв птицы. Из-за специфического внешнего вида, а также придаваемого им мистического ореола чумные доктора оказали заметное влияние на европейскую культуру, выразившееся, в частности, в появлении соответствующего персонажа в итальянской «Комедия дель арте» и знаменитой венецианской маски, напоминающей маску доктора.

## История появления
С началом пандемии «Чёрной смерти» начались и попытки медиков противостоять опасному заболеванию, однако до поры неких специализированных «чумных докторов» не существовало. Считается, что прецедент найма докторов специально для врачевания чумы создал Папа Римский Климент VI, пригласивший в 1348 году нескольких докторов для лечения поражённых «чёрной смертью» жителей Авиньона. После этого примеру Папы начали следовать сюзерены или городские советы страдавших от чумы крупных городов, и на последующие четыре столетия чумные доктора стали неотъемлемой частью жизни Европы.
Довольно быстро врачеватели чумы заняли особое место в обществе того времени. Экономический ущерб от пандемии был налицо, наравне с прямой угрозой жизни не только простому населению, но и власть имущим. Кроме того, доктора, видимо, всё же смогли добиться некоторых успехов или хотя бы видимости таковых. Как бы то ни было, чумные доктора вскоре стали рассматриваться как весьма ценные специалисты, и во многих городах получили дополнительные привилегии — к примеру, разрешение вскрывать трупы умерших от чумы. Кроме того, чумные доктора весьма высоко оплачивались. Известно, что в том же 1348 году итальянский город Орвието нанял чумного доктора Маттео Анджело с годовым жалованием в 200 флоринов, что в 4 раза превышало годовой гонорар обычного доктора. В 1645 году месячное жалование чумного доктора города Эдинбурга Джорджа Рэя составляло 110 шотландских фунтов, в то время, как первоначально городской совет планировал нанять его лишь за 40 шотландских фунтов в месяц. Ещё одной наглядной иллюстрацией высокой ценности чумных докторов является эпизод, имевший место в 1650 году в Испании, когда Барселона послала двух докторов в поражённый чумой город Тортоса. В пути докторов захватили бандиты, и Барселона была вынуждена заплатить немалый выкуп за их освобождение.

## Методы лечения
Учитывая общий уровень развития медицины в Средние века, чумные доктора практически не располагали сколько-нибудь эффективными методами лечения чумы. По сути, их действия сводились главным образом к вырезанию и/или прижиганию чумных бубонов. Некоторые доктора практиковали и другие меры — такие, как помещение лягушек или пиявок на бубоны, с тем, чтобы «сбалансировать соки нормальной жизни», а также такие популярные в то время методы, как кровопускание. Ситуация также осложнялась тем, что врачеватели чумы не могли взаимодействовать с широкой общественностью из-за характера их деятельности и возможности распространения заболевания; нередко их самих помещали на карантин. С наступлением эпохи ренессанса ситуация несколько улучшилась, хотя и не столько в плане появления эффективных методов лечения, сколько в отказе от ряда откровенно бесполезных практик. В частности, советы Мишеля де Нотрдама (Нострадамуса), практиковавшего в том числе в качестве врачевателя чумы и изложившего свои рекомендации в «Трактате о приготовлении варений», сводились к быстрому удалению тел умерших от чумы, обеспечению больных свежим воздухом и качественной пищей, обильному употреблению чистой воды, а также применению внутрь настоя из розовых лепестков; при этом Нострадамус категорически не рекомендовал применять кровопускание.

## Костюм
Некоторые врачеватели чумы носили характерный защитный костюм. В своём окончательном виде костюм чумного доктора появился только в 1619 году, когда французский медик Шарль де Лорм (фр. Charles de Lorme) предложил полный комплект защитной одежды для врачей, имеющих дело с больными чумой. До этого времени единого защитного костюма не существовало, и чумные доктора носили разнообразную одежду, что подтверждается графическими источниками.
Костюм, предложенный де Лормом, был сделан с оглядкой на кожаный доспех лёгкой пехоты. Помимо характерной «клювастой» маски, он включал в себя длинный, от шеи до лодыжек, плащ, узкие брюки, перчатки, ботинки и шляпу. Все элементы костюма выполнялись из вощёной кожи или, на худой конец, из грубого холста, пропитанного воском.
Считалось, что маска с клювом, придающая доктору вид древнеегипетского божества, отпугивает болезнь. Но у клюва была и функциональная нагрузка: он защищал врача от «болезнетворного запаха», то есть являлся прообразом современных респираторов. Клюв или его кончик были заполнены сильно пахнущими лекарственными травами, которые облегчали дыхание при постоянном чумном смраде. А поскольку чумной доктор для профилактики постоянно жевал чеснок, клюв защищал окружающих от чесночного запаха. Кроме того, доктор помещал ладан на специальной губке в ноздри и уши. Чтобы он сам не задохнулся от всего этого букета запахов, в клюве имелись два небольших вентиляционных отверстия. Как и противогазы двадцатого столетия, маска имела стеклянные вставки, защищающие глаза. Длинный плащ, пропитанный воском, и кожаная или промасленная одежда из плотной ткани были нужны для избегания физического контакта с телами инфицированных людей и трупами.

## Известные чумные доктора
- Ги де Шолиак;
- Мишель де Нотрадам (фр. Michel de Notredame), более известный как предсказатель Нострадамус.

## В массовой культуре

### Художественная литература
Роман Роуз Тремейн «Реставрация» (англ. Restoration, 1989, книга года по версии газеты Sunday Express, короткий список Букера) рассказывает о жизни вымышленного героя — Роберта Меривела, ставшего сначала придворным ветеринаром английского короля Карла II, а затем чумным доктором.

### Художественные фильмы
«Королевская милость» — фильм 1995 года, снятый по книге «Реставрация» Роуз Тремейн. В киноленте показана маска чумного доктора и продемонстрирован якобы имевший место процесс её усовершенствования Меривелом. В 1996 году художник по костюмам Роберт Эчесон за свою работу над этим фильмом был удостоен премии «Оскар».